# Цитен, Ганс Иоахим фон
Ганс Иоахим фон Цитен (нем. Hans Joachim von Zieten; 14 мая 1699, Вустрау — 26 января 1786, Берлин) — знаменитый прусский кавалерийский генерал, участник Семилетней войны.

## Биография
Не получил почти никакого образования. В пехотном полку, где он служил, его обошли чином поручика за малый рост и слабый голос. На просьбу Цитена о переводе в другой полк ему отвечали увольнением от службы. Тогда он обратился лично к королю Фридриху-Вильгельму I и был определён поручиком в драгунский полк.
За вызов на поединок своего придирчивого ротмистра Цитен был заключён на год в крепость, а потом, за драку с тем же ротмистром, исключён из полка. Снова принятый на службу в лейб-гусары, он успел обратить на себя внимание короля. Не поладив со своим полковым командиром, полковником Вурмом, дрался с ним на саблях, причём Вурм был тяжело ранен. Эта дуэль прошла безнаказанно для Цитена только потому, что король в это время был тяжко болен и вскоре умер.

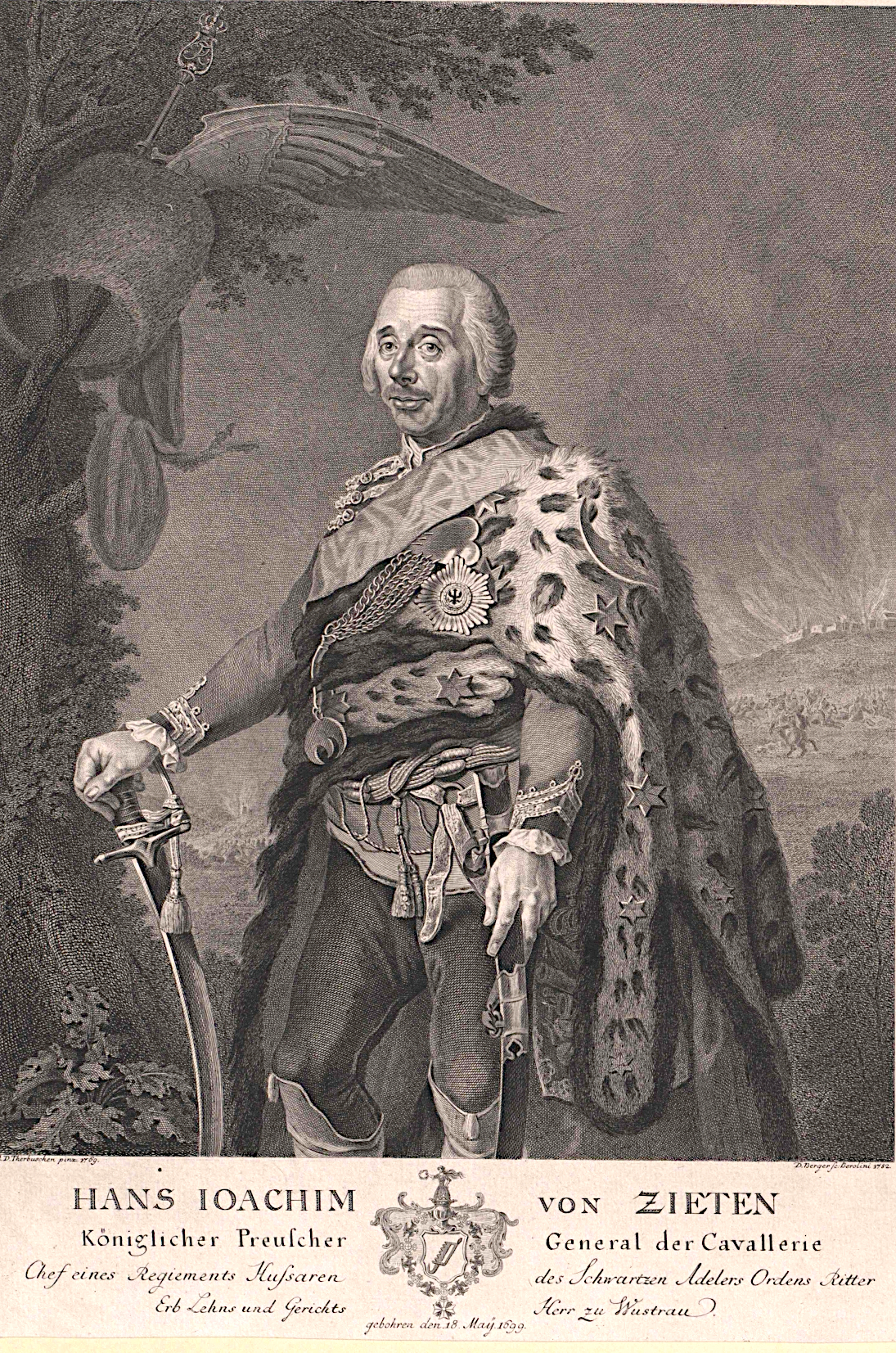
Ганс Иоахим фон Цитен

Настоящая боевая деятельность Цитена началась во время 1-й Силезской войны; командуя эскадроном, он неоднократно имел случай выказать необычайную отвагу. В 1741 году получил в командование гусарский полк, он вскоре довёл его до образцового состояния. Гусары Цитена были всегда в авангарде и, в смелых набегах, доходили до самой Вены. В том же году награждён орденом «Pour le Mérite».
В 1757 году Цитен отличился во многих делах, 5 мая награждён орденом Чёрного орла, а при Колине был ранен в голову. В этом и в следующих годах Цитен вместе с Зейдлицем покрыл славою конницу своего короля.
В походе 1760 года в бою при Лигнице Цитен совершил такой выдающийся подвиг, что тут же, на поле сражения, король Фридрих II произвёл его в генералы кавалерии.
После сражения при Торгау приобрёл прозвище «Zieten-aus-dem-Busch» («Цитен-из-кустов»): внезапный налёт кавалерии Цитена из леса (к месту начала атаки Цитен был приведён местным пастухом) решает исход сражения. Цитену удаётся захватить главную батарею австрийцев и направить её против них.
До самого окончания Семилетней войны Цитен действовал с неослабевавшей энергией, в отсутствие короля принимал начальство над войсками и лучше чем кто-либо умел ободрять Фридриха II, когда тот иногда падал духом.
В 1737 году женился на Юдифи фон Юргас (1703—1756), в браке родилась дочь Иоганна (1747—1829), в замужестве фон Юркаф. В 1764 году вторично женился на Хедвиге фон Платен (1738—1818), в браке родился сын Фридрих (1765—1854), крёстным отцом которого был сам Фридрих II.
Ещё при жизни фон Цитен становится любимым героем немецкого народного творчества, увековеченный в многочисленных историях и анекдотах, где изображается бравым героем, первым из прусских военачальников правления Фридриха Великого. Имя Цитена носит площадь в центре Берлина.

## Киновоплощения
- Юрий Маслак (Екатерина. Взлёт, 2016)